# Ophioglycera foliacea
Ophioglycera foliacea är en ringmaskart som först beskrevs av Moore 1903.  Ophioglycera foliacea ingår i släktet Ophioglycera och familjen Goniadidae. Inga underarter finns listade i Catalogue of Life.